# Дискография Evanescence
Американская рок-группа Evanescence выпустила пять студийных альбомов, два концертных альбома, один сборник, два демоальбома, три мини-альбома, восемнадцать синглов, девять промосинглов, два видеоальбома и восемнадцать видеоклипов. Evanescence была основана в 1994 году Эми Ли и Беном Муди в Литл-Роке, штат Арканзас. В состав группы входят Эми Ли, гитаристы Трой Маклоухорн и Тим Маккорд, барабанщик Уилл Хант и басистка Эмма Анзай. По состоянию на 2022 год, группа продала более 31,9 миллиона альбомов.
В начале своей карьеры Evanescence самостоятельно выпустила мини-альбомы Evanescence (1998) и Sound Asleep (1999), за которыми последовал демоальбом Origin (2000). Их дебютный студийный альбом Fallen, вышедший в 2003 году, был продан тиражом 141,000 экземпляров в первую неделю в США и занял третье место в чарте Billboard 200. Альбом включал такие синглы, как «Bring Me to Life», «Going Under», «My Immortal» и «Everybody’s Fool». «Bring Me to Life» и «My Immortal» получили платиновые сертификаты от RIAA. В 2004 году группа получила две премии Грэмми в номинациях «Лучший новый исполнитель» и «Лучшее хард-рок исполнение». Fallen разошёлся тиражом более 17 миллионов экземпляров по всему миру и получил бриллиантовый статус от RIAA в 2022 году.
Второй альбом The Open Door (2006) дебютировал на первой строчке Billboard 200, разойдясь тиражом 447 000 экземпляров в первую неделю. Главный сингл «Call Me When You’re Sober» получил платиновый статус, а песня «Sweet Sacrifice» была номинирована на Грэмми в категории «Лучшее хард-рок исполнение». Альбом The Open Door был сертифицирован как дважды платиновый и разошёлся тиражом в шесть миллионов экземпляров по всему миру.
Третий студийный альбом Evanescence (2011) также дебютировал на первой строчке Billboard 200, а его продажи в первую неделю составили 127,000 копий. В 2017 году группа выпустила оркестрово-электронный альбом Synthesis, а в 2021 году — пятый студийный альбом The Bitter Truth.

## Альбомы

### Студийные альбомы
| Название         | Подробности                                                                  | Высшие позиции в чарте | Высшие позиции в чарте | Высшие позиции в чарте | Высшие позиции в чарте | Высшие позиции в чарте | Высшие позиции в чарте | Высшие позиции в чарте | Высшие позиции в чарте | Высшие позиции в чарте | Высшие позиции в чарте | Продажи                                           | Сертификации |
| Название         | Подробности                                                                  | US                     | AUS                    | AUT                    | CAN                    | FRA                    | GER                    | ITA                    | NLD                    | SWI                    | UK                     | Продажи                                           | Сертификации |
| ---------------- | ---------------------------------------------------------------------------- | ---------------------- | ---------------------- | ---------------------- | ---------------------- | ---------------------- | ---------------------- | ---------------------- | ---------------------- | ---------------------- | ---------------------- | ------------------------------------------------- | --- |
| Fallen           | - Дата выпуска: 4 марта 2003 - Лейбл: Wind-up - Форматы: CD, LP, цифровой    | 3                      | 1                      | 1                      | 1                      | 2                      | 2                      | 3                      | 2                      | 2                      | 1                      | - Мир: 17,000,000 - US: 8,000,000 - UK: 1,352,806 | - RIAA: Diamond - ARIA: 6× Platinum - BPI: 4× Platinum - BVMI: 7× Gold - FIMI: Platinum - IFPI AUT: Platinum - IFPI SWI: 2× Platinum - MC: 7× Platinum - NVPI: Platinum - SNEP: 2× Platinum |
| The Open Door    | - Дата выпуска: 3 октября 2006 - Лейбл: Wind-up - Форматы: CD, LP, цифровой  | 1                      | 1                      | 2                      | 2                      | 2                      | 1                      | 2                      | 2                      | 1                      | 2                      | - Мир: 5,000,000 - US: 2,100,000 - UK: 356,803    | - RIAA: 2× Platinum - ARIA: 2× Platinum - BPI: Platinum - BVMI: Platinum - IFPI AUT: Gold - IFPI SWI: Platinum - MC: 2× Platinum - SNEP: Gold                                               |
| Evanescence      | - Дата выпуска: 11 октября 2011 - Лейбл: Wind-up - Форматы: CD, LP, цифровой | 1                      | 5                      | 4                      | 2                      | 8                      | 5                      | 5                      | 14                     | 4                      | 4                      | - US: 421,000 - UK: 124,473                       | - RIAA: Gold - ARIA: Gold - BPI: Gold - MC: Gold |
| Synthesis        | - Дата выпуска: 10 ноября 2017 - Лейбл: BMG - Форматы: CD, LP, цифровой      | 8                      | 6                      | 11                     | 16                     | 58                     | 5                      | 25                     | 23                     | 9                      | 23                     | - US: 50,000                                      | |
| The Bitter Truth | - Дата выпуска: 26 марта 2021 - Лейбл: BMG - Форматы: CD, LP, цифровой       | 11                     | 3                      | 5                      | 14                     | 34                     | 2                      | 20                     | 15                     | 1                      | 4                      | - US: 26,000                                      | |

### Концертные альбомы
| Название                                                                                  | Подробности                                                                                   | Высшие позиции в чарте | Высшие позиции в чарте | Высшие позиции в чарте | Высшие позиции в чарте | Высшие позиции в чарте | Высшие позиции в чарте | Высшие позиции в чарте | Высшие позиции в чарте | Высшие позиции в чарте | Высшие позиции в чарте | Продажи                        | Сертификации                                                              |
| Название                                                                                  | Подробности                                                                                   | US                     | AUS                    | AUT                    | FRA                    | GER                    | GRE                    | ITA                    | NLD                    | NZ                     | SWI                    | Продажи                        | Сертификации                                                              |
| ----------------------------------------------------------------------------------------- | --------------------------------------------------------------------------------------------- | ---------------------- | ---------------------- | ---------------------- | ---------------------- | ---------------------- | ---------------------- | ---------------------- | ---------------------- | ---------------------- | ---------------------- | ------------------------------ | ------------------------------------------------------------------------- |
| Anywhere but Home                                                                         | - Дата выпуска: 23 ноября 2004 - Лейбл: Wind-up - Форматы: CD, цифровой                       | 39                     | 33                     | 10                     | 22                     | 19                     | 1                      | 33                     | 18                     | 40                     | 10                     | - Мир: 1,000,000 - US: 687,000 | - RIAA: Gold - BPI: Silver - BVMI: Gold - IFPI GRE: Gold - IFPI SWI: Gold |
| Synthesis Live                                                                            | - Дата выпуска: 12 октября 2018 - Лейбл: Eagle Rock Entertainment - Форматы: CD, LP, цифровой | —                      | —                      | —                      | —                      | 51                     | —                      | —                      | —                      | —                      | —                      |                                |                                                                           |
| «—» обозначает запись, которая не вошла в чарт или не была выпущена на данной территории. |                                                                                               |                        |                        |                        |                        |                        |                        |                        |                        |                        |                        |                                |                                                                           |

### Сборники
| Название      | Подробности                                                                               |
| ------------- | ----------------------------------------------------------------------------------------- |
| Lost Whispers | - Дата выпуска: 9 декабря 2016 - Лейбл: The Bicycle Music Company - Форматы: LP, цифровой |

### Демоальбомы
| Название  | Подробности                                                                        |
| --------- | ---------------------------------------------------------------------------------- |
| Origin    | - Дата выпуска: 4 ноября 2000 - Дистрибьютор: Bigwig Enterprises - Форматы: CD, LP |
| Evolution | - Дата выпуска: 26 марта 2021 - Лейбл: BMG - Форматы: Cassette                     |

### Бокс-сеты
| Название                | Подробности                                                                     |
| ----------------------- | ------------------------------------------------------------------------------- |
| The Ultimate Collection | - Дата выпуска: 17 февраля 2017 - Лейбл: The Bicycle Music Company - Формат: LP |

## Мини-альбомы
| Название     | Подробности                                                          |
| ------------ | -------------------------------------------------------------------- |
| Evanescence  | - Дата выпуска: 1998 - Дистрибьютор: Bigwig Enterprises - Формат: CD |
| Sound Asleep | - Дата выпуска: 1999 - Дистрибьютор: Bigwig Enterprises - Формат: CD |
| Mystary      | - Дата выпуска: 14 января 2003 - Лейбл: Wind-up - Формат: CD         |

## Синглы
| Название                                                                                  | Год  | Высшие позиции в чарте | Высшие позиции в чарте | Высшие позиции в чарте | Высшие позиции в чарте | Высшие позиции в чарте | Высшие позиции в чарте | Высшие позиции в чарте | Высшие позиции в чарте | Высшие позиции в чарте | Высшие позиции в чарте | Сертификации | Альбом            |
| Название                                                                                  | Год  | US                     | AUS                    | AUT                    | CAN                    | FRA                    | GER                    | ITA                    | NLD                    | SWI                    | UK                     | Сертификации | Альбом            |
| ----------------------------------------------------------------------------------------- | ---- | ---------------------- | ---------------------- | ---------------------- | ---------------------- | ---------------------- | ---------------------- | ---------------------- | ---------------------- | ---------------------- | ---------------------- | --- | ----------------- |
| «Bring Me to Life»                                                                        | 2003 | 5                      | 1                      | 3                      | 3                      | 5                      | 2                      | 1                      | 10                     | 6                      | 1                      | - RIAA: 3× Platinum - ARIA: 2× Platinum - BPI: 3× Platinum - BVMI: Platinum - FIMI: 2× Platinum - IFPI SWI: Gold - SNEP: Gold | Fallen            |
| «Going Under»                                                                             | 2003 | —                      | 14                     | 14                     | 14                     | 16                     | 15                     | 9                      | 16                     | 13                     | 8                      | - ARIA: Gold - BPI: Gold | Fallen            |
| «My Immortal»                                                                             | 2003 | 7                      | 4                      | 11                     | 1                      | 11                     | 5                      | 3                      | 7                      | 7                      | 7                      | - RIAA: Platinum - ARIA: Platinum - BPI: Platinum - BVMI: Gold - FIMI: Platinum                                               | Fallen            |
| «Everybody’s Fool»                                                                        | 2004 | —                      | 23                     | —                      | —                      | —                      | —                      | 16                     | 35                     | 35                     | 24                     | | Fallen            |
| «Call Me When You’re Sober»                                                               | 2006 | 10                     | 5                      | 7                      | 5                      | 20                     | 13                     | 3                      | 27                     | 6                      | 4                      | - RIAA: Platinum - ARIA: Gold - BPI: Silver                                                                                   | The Open Door     |
| «Lithium»                                                                                 | 2007 | —                      | 26                     | 41                     | —                      | —                      | 44                     | 2                      | 55                     | 40                     | 32                     | | The Open Door     |
| «Sweet Sacrifice»                                                                         | 2007 | —                      | —                      | —                      | —                      | —                      | 75                     | —                      | —                      | —                      | —                      | | The Open Door     |
| «Good Enough»                                                                             | 2007 | —                      | —                      | —                      | —                      | —                      | —                      | —                      | —                      | —                      | —                      | | The Open Door     |
| «What You Want»                                                                           | 2011 | 68                     | 86                     | —                      | 55                     | —                      | 84                     | 86                     | —                      | —                      | 72                     | | Evanescence       |
| «My Heart Is Broken»                                                                      | 2011 | —                      | —                      | 36                     | —                      | —                      | 92                     | —                      | —                      | —                      | —                      | | Evanescence       |
| «Lost in Paradise»                                                                        | 2012 | 99                     | —                      | 71                     | 89                     | —                      | —                      | 31                     | —                      | 39                     | 174                    | | Evanescence       |
| «Imperfection»                                                                            | 2017 | —                      | —                      | —                      | —                      | —                      | —                      | —                      | —                      | —                      | —                      | | Synthesis         |
| «Hi-Lo» (при участии Lindsey Stirling)                                                    | 2018 | —                      | —                      | —                      | —                      | —                      | —                      | —                      | —                      | —                      | —                      | | Synthesis         |
| «The Chain»                                                                               | 2019 | —                      | —                      | —                      | —                      | —                      | —                      | —                      | —                      | —                      | —                      | | Неальбомный сингл |
| «Wasted on You»                                                                           | 2020 | —                      | —                      | —                      | —                      | —                      | —                      | —                      | —                      | —                      | —                      | | The Bitter Truth  |
| «The Game Is Over»                                                                        | 2020 | —                      | —                      | —                      | —                      | —                      | —                      | —                      | —                      | —                      | —                      | | The Bitter Truth  |
| «Use My Voice»                                                                            | 2020 | —                      | —                      | —                      | —                      | —                      | —                      | —                      | —                      | —                      | —                      | | The Bitter Truth  |
| «Better Without You»                                                                      | 2021 | —                      | —                      | —                      | —                      | —                      | —                      | —                      | —                      | —                      | —                      | | The Bitter Truth  |
| «—» обозначает запись, которая не вошла в чарт или не была выпущена на данной территории. |      |                        |                        |                        |                        |                        |                        |                        |                        |                        |                        | |                   |

## Промо-синглы
| Название              | Год  | Высшие позиции в чарте | Высшие позиции в чарте | Высшие позиции в чарте | Высшие позиции в чарте | Высшие позиции в чарте | Альбом            |
| Название              | Год  | US                     | US Alt.                | US Main.               | US Rock                | CAN                    | Альбом            |
| --------------------- | ---- | ---------------------- | ---------------------- | ---------------------- | ---------------------- | ---------------------- | ----------------- |
| «Imaginary»           | 2004 | —                      | —                      | —                      | —                      | —                      | Fallen            |
| «Missing»             | 2004 | —                      | —                      | —                      | —                      | —                      | Anywhere but Home |
| «Weight of the World» | 2007 | —                      | —                      | —                      | —                      | —                      | The Open Door     |
| «Made of Stone»       | 2012 | —                      | —                      | 39                     | —                      | —                      | Evanescence       |
| «The Other Side»      | 2012 | —                      | —                      | 36                     | —                      | —                      | Evanescence       |
| «Yeah Right»          | 2020 | —                      | —                      | —                      | —                      | —                      | The Bitter Truth  |

## Прочие песни в чартах
| Название                                                                                  | Год  | Высшие позиции в чарте | Высшие позиции в чарте | Высшие позиции в чарте | Высшие позиции в чарте | Альбом            |
| Название                                                                                  | Год  | US                     | US Alt.                | US Rock                | CAN                    | Альбом            |
| ----------------------------------------------------------------------------------------- | ---- | ---------------------- | ---------------------- | ---------------------- | ---------------------- | ----------------- |
| «Together Again»                                                                          | 2010 | —                      | —                      | —                      | 86                     | Неальбомный сингл |
| «My Immortal (Synthesis)»                                                                 | 2017 | —                      | —                      | —                      | —                      | Synthesis         |
| «—» обозначает запись, которая не вошла в чарт или не была выпущена на данной территории. |      |                        |                        |                        |                        |                   |

## Видео

### Видео-альбомы
| Название                                                                          | Подробности                                                                               | Высшие позиции в чарте | Высшие позиции в чарте | Высшие позиции в чарте | Высшие позиции в чарте | Высшие позиции в чарте | Высшие позиции в чарте | Высшие позиции в чарте | Высшие позиции в чарте | Высшие позиции в чарте | Высшие позиции в чарте | Сертификации                                                            |
| Название                                                                          | Подробности                                                                               | US                     | AUS                    | AUT                    | BEL (FL)               | BEL (WA)               | GER                    | NLD                    | SWE                    | SWI                    | UK                     | Сертификации                                                            |
| --------------------------------------------------------------------------------- | ----------------------------------------------------------------------------------------- | ---------------------- | ---------------------- | ---------------------- | ---------------------- | ---------------------- | ---------------------- | ---------------------- | ---------------------- | ---------------------- | ---------------------- | ----------------------------------------------------------------------- |
| Anywhere but Home                                                                 | - Дата выпуска: 23 ноября 2004 - Лейбл: Wind-up - Форматы: DVD                            | 3                      | 4                      | —                      | —                      | —                      | —                      | 8                      | —                      | —                      | 4                      | - RIAA: 5× Platinum - ARIA: 2× Platinum - BPI: Platinum - BVMI: 3× Gold |
| Synthesis Live                                                                    | - Дата выпуска: 12 октября 2018 - Лейбл: Eagle Rock Entertainment - Форматы: DVD, Blu-ray | 1                      | —                      | 4                      | 2                      | 1                      | 7                      | 3                      | 2                      | 1                      | 1                      |                                                                         |
| «—» denotes a recording that did not chart or was not released in that territory. |                                                                                           |                        |                        |                        |                        |                        |                        |                        |                        |                        |                        |                                                                         |

### Музыкальные видеоклипы
| Название                    | Год  | Director(s)          | Ист.    |
| --------------------------- | ---- | -------------------- | ------- |
| «Bring Me to Life»          | 2003 | Philipp Stölzl       | [ 86 ]  |
| «Going Under»               | 2003 | Philipp Stölzl       | [ 87 ]  |
| «My Immortal»               | 2003 | David Mouldy         | [ 89 ]  |
| «Everybody’s Fool»          | 2004 | Philipp Stölzl       | [ 90 ]  |
| «Call Me When You’re Sober» | 2006 | Marc Webb            | [ 92 ]  |
| «Lithium»                   | 2006 | Paul Fedor           | [ 94 ]  |
| «Sweet Sacrifice»           | 2007 | P. R. Brown          | [ 96 ]  |
| «Good Enough»               | 2007 | Marc Webb и Rich Lee | [ 98 ]  |
| «What You Want»             | 2011 | Meiert Avis          | [ 100 ] |
| «My Heart Is Broken»        | 2012 | Dean Karr            | [ 102 ] |
| «Lost in Paradise»          | 2013 | Blake Judd           | [ 104 ] |
| «Imperfection»              | 2017 | P. R. Brown          | [ 105 ] |
| «Hi-Lo»                     | 2018 | P. R. Brown          | [ 106 ] |
| «The Chain»                 | 2020 | P. R. Brown          | [ 107 ] |
| «Wasted on You»             | 2020 | P. R. Brown          | [ 108 ] |
| «The Game Is Over»          | 2020 | P. R. Brown          | [ 109 ] |
| «Use My Voice»              | 2020 | Eric D. Howell       | [ 110 ] |
| «Better Without You»        | 2021 | Eric D. Howell       | [ 111 ] |
| «Yeah Right»                | 2023 | Eric Ritcher         | [ 112 ] |

## Комментарии
1. ↑  "Going Under" не попал в чарт Billboard Hot 100, но поднялся на позицию 4 в Bubbling Under Hot 100 Singles.[47]
2. ↑  "Lithium" не попал в чарт Billboard Hot 100, но поднялся на позицию 24 в Bubbling Under Hot 100 Singles.[47]
3. ↑  "The Chain" не попал в чарт Billboard Hot 100, но поднялся на позицию 20 в Digital Song Sales.[54]
4. ↑  "The Chain" не попал в чарт UK Singles Chart, но поднялся на позицию 53 в UK Singles Downloads Chart.[55]
5. ↑  "Wasted on You" не попал в чарт Billboard Hot 100, но поднялся на позицию 26 в Digital Song Sales.[54]
6. ↑  "Wasted on You" не попал в чарт Billboard Canadian Hot 100, но поднялся на позицию 29 в Canadian Digital Song Sales.[56]
7. ↑  "Wasted on You" не попал в чарт UK Singles Chart, но поднялся на позицию 41 в UK Singles Downloads.[57]
8. ↑  "The Game Is Over" не попал в чарт Billboard Hot 100, но поднялся на позицию 11 в Digital Song Sales.[54]
9. ↑  "Use My Voice" не попал в чарт Australian ARIA Singles Chart, но поднялся на позицию 45 в ARIA Digital Track Chart.[58]
10. ↑  "Use My Voice" не попал в чарт UK Singles Chart, но поднялся на позицию 39 в UK Singles Downloads.[59]
11. ↑  "Made of Stone" не попал в чарт Hot Rock & Alternative Songs chart, но поднялся на позицию 36 в Active Rock.[68]
12. ↑  "The Other Side" не попал в чарт Hot Rock & Alternative Songs chart, но поднялся на позицию 32 в Active Rock.[68]
13. ↑  "Together Again" не попал в чарт Billboard Hot 100, но поднялся на позицию 3 в Bubbling Under Hot 100 Singles.[47]
14. ↑  "Together Again" не попал в чарт Hot Rock & Alternative Songs chart, но поднялся на позицию 11 в Rock Digital Song Sales.[71]
15. ↑  "My Immortal (Synthesis)" не попал в чарт Alternative Airplay chart, но поднялся на позицию 19 в Alternative Digital Song Sales.[73]